# Flux elliptique
Les collisions d'ions lourds relativistes produisant un très grand nombre de particules subatomiques dans toutes les directions, la notion de flux fait référence, dans de telles collisions, à la façon dont l'énergie, la quantité de mouvement et le nombre de ces particules varient avec la direction  et le flux elliptique est une mesure de la façon dont le flux n'est pas uniforme dans toutes les directions lorsqu'il est observé le long de la ligne de faisceau. 
Le flux elliptique est une preuve solide de l'existence d'un plasma quarks-gluons et a été décrit comme l'une des observations les plus importantes mesurées au collisionneur d'ions lourds relativiste (RHIC) , . 
Le flux elliptique décrit l'anisotropie azimutale de l'espace de quantité de mouvement de l'émission de particules provenant de collisions non centrales d'ions lourds dans le plan transversal à la direction du faisceau, et est défini comme le deuxième coefficient de la décomposition harmonique de Fourier de la distribution de la quantité de mouvement fonction de l'angle azimutal repérant le plan des particules produites relativement au plan de collision . Le flux elliptique est un élément fondamental observable car il reflète directement l'anisotropie spatiale initiale, de la zone de recouvrement nucléaire dans le plan transversal, directement traduite dans la distribution de la quantité de mouvement des particules identifiées. Puisque l'anisotropie spatiale est ce qui prédomine au début de l'évolution, le flux elliptique est particulièrement sensible aux premiers stades de l'évolution du système . Une mesure du flux elliptique donne ainsi accès à l'échelle de temps de thermalisation et à bien d'autres choses aux premiers stades d'une collision d'ions lourds relativistes.  

## Remarques
1. ↑  Reisdorf et Ritter, « Collective Flow in Heavy-Ion Collisions », Annual Review of Nuclear and Particle Science, vol. 47,‎ 1997, p. 663 (DOI 10.1146/annurev.nucl.47.1.663, Bibcode 1997ARNPS..47..663R)
2. ↑  Ollitrault, « Anisotropy as a signature of transverse collective flow », Physical Review D, vol. 46,‎ 1992, p. 229 (DOI 10.1103/PhysRevD.46.229, Bibcode 1992PhRvD..46..229O)
3. ↑  Voloshin et Zhang, « Flow study in relativistic nuclear collisions by Fourier expansion of azimuthal particle distributions », Zeitschrift für Physik C, vol. 70, no 4,‎ 1996, p. 665 (DOI 10.1007/s002880050141, arXiv hep-ph/9407282)
4. ↑  Snellings, « Elliptic flow: A brief review », New Journal of Physics, vol. 13, no 5,‎ 2011, p. 055008 (DOI 10.1088/1367-2630/13/5/055008, Bibcode 2011NJPh...13e5008S, arXiv 1102.3010)
5. ↑  Ackermann, Adams, Adler et Ahammed, « Elliptic Flow in Au+Au Collisions at √sNN=130 GeV », Physical Review Letters, vol. 86, no 3,‎ 2001, p. 402–407 (PMID 11177841, DOI 10.1103/PhysRevLett.86.402, Bibcode 2001PhRvL..86..402A, arXiv nucl-ex/0009011)